# 1861 Komenský
1861 Komenský  este un asteroid din centura principală. Descoperit la 24 noiembrie 1970, de astronomul ceh Luboš Kohoutek, la Observatorul din Hamburg, asteroidul prezintă o orbită caracterizată de o semiaxă majoră egală cu 3,0198516 UA și de o excentricitate de 0,0622729, înclinată cu 10,48203° față de ecliptică. Perioada sa orbitală este de 1917,4515790 de zile (5,25 ani).

## Denumirea asteroidului
Asteroidul 1861 Komenský a fost denumit în onoarea filosofului, gramaticianului și pedagogului ceh Jan Amos Komenský, mai cunoscut sub numele de Comenius (1592-1670).